# Nansi Tireli
Nansi Tireli (ur. 26 lutego 1965 w miejscowości Vinež koło Labina) – chorwacka polityk i przedsiębiorca, posłanka do Zgromadzenia Chorwackiego, przewodnicząca ugrupowania Chorwaccy Laburzyści – Partia Pracy (2015–2016).

## Życiorys
Z wykształcenia ekonomistka, ukończyła zarządzanie przedsiębiorstwem na politechnice w Rijece. Przez ponad 20 lat zajmowała się prowadzeniem działalności gospodarczej. W 2010 wstąpiła do Chorwackich Laburzystów – Partii Pracy. Z listy tego ugrupowania w wyborach w 2011 uzyskała mandat posłanki do Zgromadzenia Chorwackiego. W 2015 zastąpiła Dragutina Lesara na funkcji przewodniczącego laburzystów. Dołączyła ze swoją partią do Koalicji Kukuriku i następnie do nowo powołanego centrolewicowego sojuszu Chorwacja Rośnie. W wyborach w tym samym roku została ponownie wybrana do parlamentu. W 2016 na funkcji przewodniczącego partii zastąpił ją poseł Tomislav Končevski.